# 釈迦如来
釈迦如来（しゃかにょらい）は、仏教の開祖である釈迦の如来としての名。釈迦牟尼仏、釈迦牟尼如来、釈迦牟尼世尊とも呼ばれる。
本項では、仏教教義の観点から見た、開祖としての釈迦如来、信仰対象としての釈迦如来について述べる。歴史上存在した人物としての釈迦（ゴータマ・シッダールタ、史的ブッダ）については「釈迦」の記事を参照のこと。

## 釈迦如来の教義上の解釈
仏教では、キリスト教の三位一体論や両性説（神の子イエスは人間を救うため受肉してこの世に現れた存在であるという教義）のように宗派を超えて正統とされる教義が存在しないため、釈迦如来の教義上の認識解釈は多種多様である。

### 上座部仏教
上座部仏教では、仏陀は釈迦如来ただ一人であり釈迦如来のみを信仰の対象とする。釈迦は悟りを得て仏陀となり輪廻から解脱したため、入滅後は仏陀が現世に現れることはありえないとする。また大乗仏教の毘盧遮那仏や大日如来のように釈迦如来より上位に位置する仏を想定しない。釈迦如来の前世については『パーリ仏典』のジャータカに詳しい。

### 大乗仏教
大乗仏教では一般に三身説をとるが、姿・形をもたない宇宙の真理たる法身仏、有始・無終の存在で衆生を救う仏である報身仏（人間に対する方便として人の姿をして現れることもある）に対して、応身仏である釈迦如来は衆生を救うため人間としてこの世に現れた仏であると説明される。
『華厳経』では、釈迦如来は衆生を救うため法身の毘盧遮那仏によって遣わされた存在、または毘盧遮那仏の化身と解釈される。『華厳経』では悟りの奥義や、仏の世界観、また自ら（釈迦如来）の他にも毘盧遮那仏の化身として複数の如来が存在していることが語られている。
『法華経』では、釈迦は現世に現れる前から既に仏陀であり、衆生を救うため受肉し人間としてこの世に現れたが（応身仏）、入滅後も法身仏として存在していると解釈する（久遠常住）。「方便して涅槃を現わす」という言葉で表されるように、釈迦如来の生涯は人間に教えを説くための方便としてそのように演じてみせたと解釈される（仮現説）。
『阿弥陀経』は釈迦如来が阿弥陀如来と西方浄土について説くという内容だが、阿弥陀如来への帰依を最重視する浄土真宗では、釈迦如来は阿弥陀如来の存在を説くために現れた存在だと解釈される。
真言宗では全ての仏の本地仏は大日如来であり、釈迦如来は人間を救うために現世に現れた大日如来の化身であると解釈する。
釈迦を単なる人間ではなく超人的存在と捉える三身説は、キリスト教の三位一体論や両性説とよく比較研究されることが多いが、キリスト教では「イエスは人間である」という説や三位一体論を否定する教派は異端として完全に排斥されたが、仏教では「釈迦は人間である」という教派が完全に消滅することはなく、大乗仏教の各教派内でも「釈迦は何者であったか」という認識が教派ごとに異なることから、植田重雄は三身説と三位一体論を単純に比較することは難しいと論じている。

## 伝承による釈迦如来の過去世
スメーダ（『ブッダワンサ（仏種生経）』『ジャータカ』）
燃燈仏のもとで修行していた行者。燃燈仏から、未来に仏陀になると予言される。
浄幢菩薩（『ラリタヴィスタラ（方広大荘厳経）』）
スメーダが輪廻転生を繰り返し、兜率天に生まれた姿。釈迦の前世。
長邦（『観世音菩薩往生浄土本縁経』）
バラモン僧。早離（そうり）、速離（そくり）という子がおり、それぞれ観音菩薩、勢至菩薩となる。

## 仏像としての釈迦如来

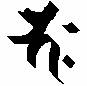
釈迦如来を表す梵字

釈迦如来は、インド以来、広く仏教の流布した地域で造像されるようになった。その中心は、実在の釈迦の伝記としての仏伝を絵解き風に造形化したもの、あるいは、その一場面を単独で造像したものなどであった。
日本では、誕生像、苦行像、降魔像、説法像、涅槃像などとして造像が行なわれた。なかでも説法像が一番一般的な造形であり、説法印などによって、釈迦が法を説く姿を表現している。
作例としては、奈良の法隆寺金堂、京都の蟹満寺の銅像、奈良の室生寺金堂、京都の大報恩寺の木像などが著名となっている。また、京都清凉寺の瑞像を模した清凉寺式釈迦如来も広範に流布している形式である。
釈迦三尊として祭壇に置かれる場合が多く、脇侍は文殊菩薩と普賢菩薩が多い。法華宗・日蓮宗では三宝尊（一塔両尊）の形式がとられることが多い。これは中心が題目の書かれた多宝塔（宝塔）で両脇に釈迦如来と多宝如来が祭祀者から見て左右に並び、その下に僧としての日蓮像がある。

### 主な釈迦如来像
国宝
- 銅造釈迦如来坐像（京都府 木津川市 蟹満寺本堂）
- 木造釈迦如来立像（京都府 京都市 清涼寺本堂）
- 涅槃釈迦如来像（奈良県 斑鳩町 法隆寺五重塔、塔本四面具涅槃塑像群の一つ）
- 銅造釈迦如来及両脇侍像（奈良県 斑鳩町 法隆寺金堂）
- 木造釈迦如来及両脇侍坐像（奈良県 斑鳩町 法隆寺上御堂）
- 銅造誕生釈迦仏立像（奈良県 奈良市 東大寺 東大寺ミュージアム）
- 木造釈迦如来坐像（奈良県 宇陀市 室生寺寶物殿）
- 木造釈迦如来立像（奈良県 宇陀市 室生寺金堂）
- 銅造釈迦如来倚像 (「白鳳仏」、東京都 調布市 深大寺）
- 涅槃図（和歌山県 伊都郡 高野山 金剛峯寺　普段は高野山霊宝館に収蔵、常楽会で本尊として金剛峯寺広間に掛けられる。）

重要文化財・その他
- 釈迦如来像（和歌山県 伊都郡 高野山 真別処 円通律寺）
- 釈迦如来像（「飛鳥大仏」、奈良県 高市郡 明日香村 飛鳥寺）
- 釈迦苦行像（神奈川県鎌倉市 建長寺法堂　パキスタンより寄贈）

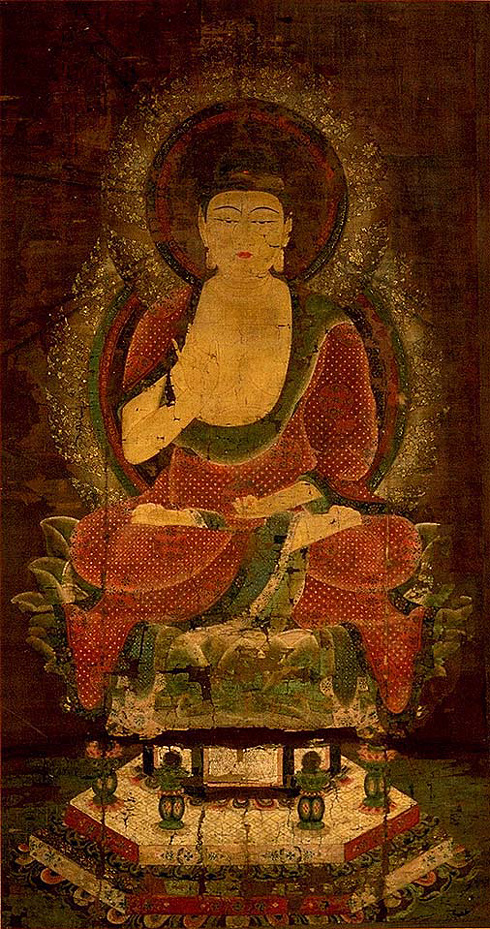
神護寺蔵 国宝絵画「絹本著色釈迦如来像」
奈良国立博物館蔵 繡仏「刺繡釈迦如来説法図」
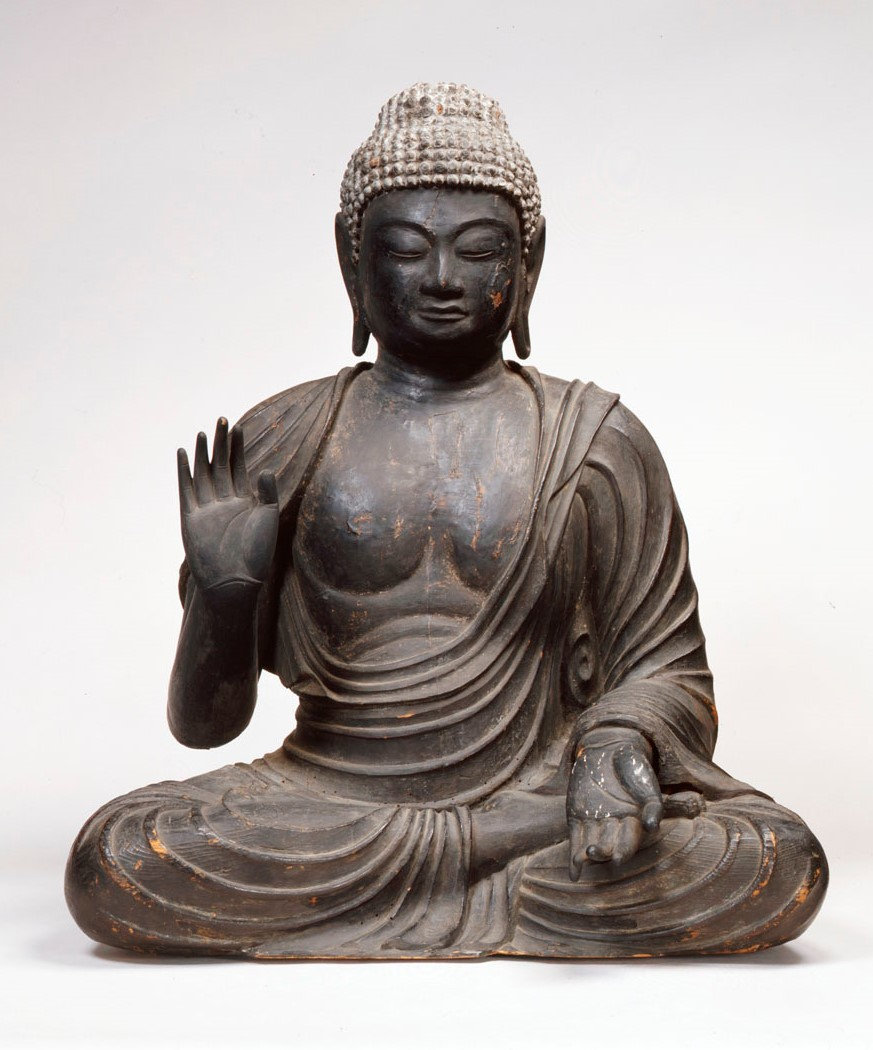
東京国立博物館蔵の平安時代釈迦如来坐像
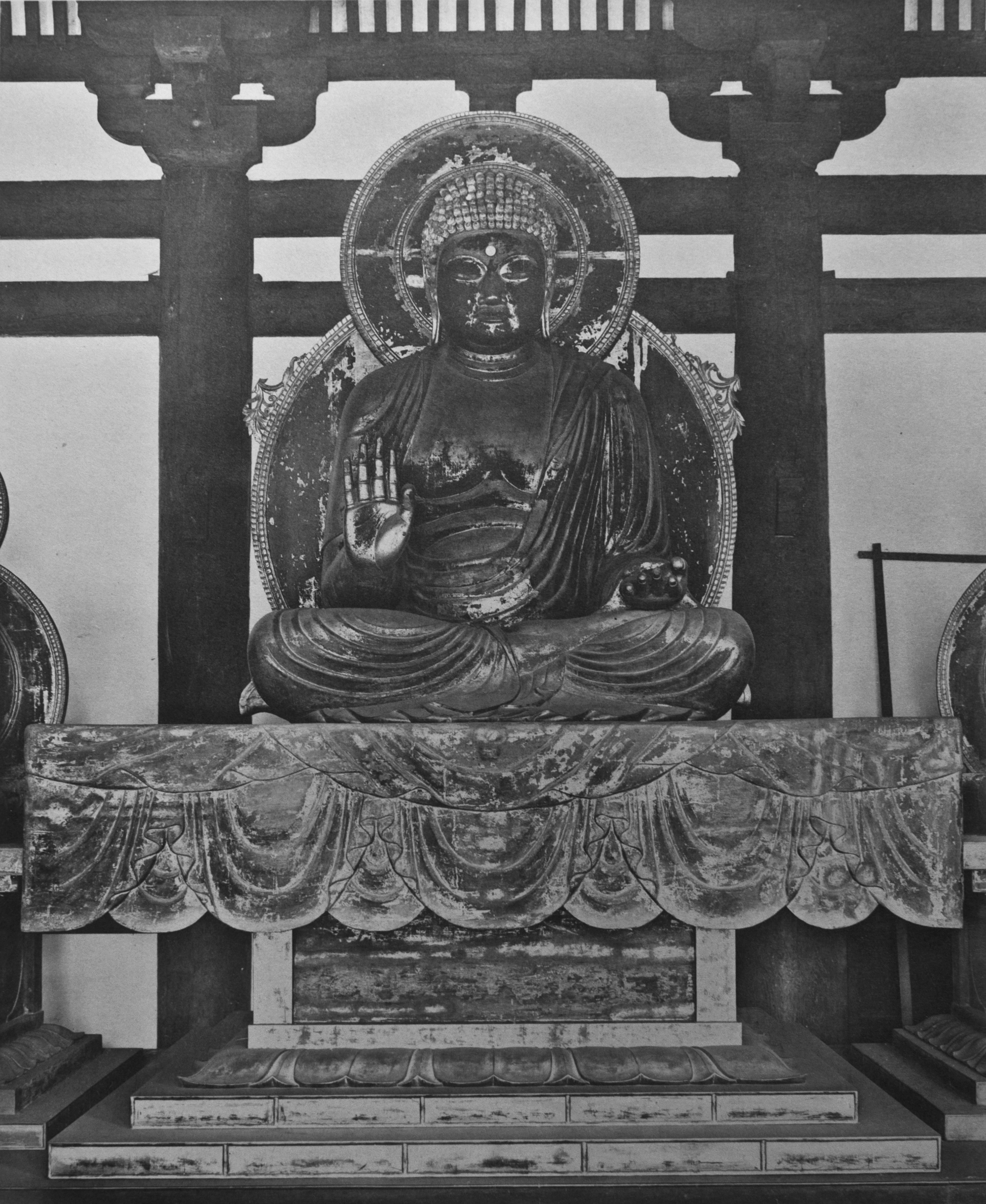
法隆寺国宝彫刻 木造釈迦如来坐像

## 舎利信仰
日本では、タイあるいはスリランカ政府より公式贈呈された遺骨が、浅草寺、道成寺、覚王山日泰寺、釈迦山大菩提寺に祀られている。

## フィクションにおける釈迦如来
- 西遊記 - 孫悟空を諌め、三蔵法師を天竺へ導く。
- 蜘蛛の糸 - 芥川龍之介の短編小説。罪人のカンダタに極楽へ至る機会を与える。

## 釈迦如来にちなむ事物
- 釈迦牟尼（にくるべ）という苗字がある。